# La Petite Lili
La Petite Lili je francouzsko-kanadský hraný film z roku 2003, který režíroval Claude Miller podle divadelní hry Racek od Antona Čechova. Snímek měl světovou premiéru na filmovém festivalu v Cannes dne 22. května 2003.

## Děj
Mado je slavná herečka, která tráví letní prázdniny ve svém domě na Île aux Moines v Bretani. Spolu s ní je tam bratr Simon, syn Julien, který se chce stát filmařem, a její milenec Brice, režisér jejích nejnovějších filmů. Julienův vztah s matkou je velmi bouřlivý. Julien je zamilovaný do Lili, mladé dívky z regionu, která touží být herečkou. Julien přijel ukázat rodině svůj první experimentální film. Lili má sice Juliena ráda, ale je fascinována Bricem, uznávaným filmařem. Jednoho dne Brice navrhne Lili, aby všeho nechali a odjeli do Paříže. O pět let později je již Lili slavná herečka. Opustila Briceho. Náhodou se dozví, že Julien bude točit svůj první film a že bude vyprávět příběh, který zažili ten rok v Bretani.

## Obsazení
| Nicole Garcia        | Mado Marceaux         |
| Jean-Pierre Marielle | Simon Marceaux        |
| Bernard Giraudeau    | Brice                 |
| Ludivine Sagnier     | Lili                  |
| Robinson Stévenin    | Julien Marceaux       |
| Julie Depardieu      | Jeanne-Marie          |
| Yves Jacques         | Serge                 |
| Anne Le Ny           | Léone                 |
| Marc Betton          | Guy                   |
| Michel Piccoli       | sám sebe              |
| Louise Boisvert      | herečka hrající Léone |
| Mathieu Grondin      | herec hrající Juliena |

## Ocenění
- César: nejslibnější herečka (Julie Depardieu) a nejlepší herečka ve vedlejší roli (Julie Depardieu), nominace v kategorii nejlepší herec ve vedlejší roli (Jean-Pierre Marielle)